# الغبرة
الغبرة (بضم الغين)، هي إحدى المناطق المهمة في ولاية بوشر وتعتبر من ارقى المناطق الموجودة بها حيث يحدها من الشرق منطقة الخوير ومن الشمال منطقة العذيبة ومن الجنوب منطقة غلا الصناعية وهي من أهم المناطق الصناعية الموجودة بالسلطنة، والغبرة تنقسم الي قسمين وهي الغبرة الجنوبية والغبرة الشمالية حيث يقسمها شارع السلطان قابوس ومن السهولة الوصول إليها لكثر المداخل الموجودة بها.

## الأماكن السياحية والهامة
أولا : الغبرة الشمالية :
ومن أشهر الأماكن بالغبرة الشمالية منتزه الغبرة المطل على البحر ويوجد بها مصنع بحر وهو من أكبر مصانع المنظفات بالسلطنة بالإضافة إلى العديد من مراكز التسوق المعروفة وتعتبر الغبرة الشمالية منطقة حيوية بتجارة من محلات وفنادق وتعتبر الغبرة الشمالية الأقدم من اختها الغبرة الجنوبية .
ثانيا : الغبرة الجنوبية :
اما الغبرة الجنوبية فتعتبر الارقى فيوجد بها جامع السلطان قابوس الأكبر ويعتبر الجامع من أكبر المساجد والجوامع في السلطنة ويوجد به مكتبة تتكون من طابقين وقسم للحاسب الالي، ويوجد أيضا في الغبرة الجنوبية المستشفي السلطاني ويعتبر أيضا من أكبر المستشفيات في السلطنة ويوجد بها المجمعات التجارية